# Republikken Adygeja
Republikken Adygeja (russisk: Респу́блика Адыге́я, tr. Respúblika Adygéja; adygejisk Адыгэ Республик tr. Adyge Respublik) er en af 21 autonome republikker i Den Russiske Føderation. Republikken ligger som en enklave i Krasnodar kraj. Republikkens har et areal på 7.792 km² og 500.591(2024) indbyggere. Republikkens hovedstad er Majkop.

## Geografi
Republikken Adygeja er beliggende i det sydlige Østeuropa, ved foden af det vestlige Kaukasus i Kaukasusbjergkæden med sletter i de nordlige områder og bjerge i det sydlige område. Skove dækker næsten 40% af republikkens areal. Det højeste punkt er bjerget Tjugusj (russisk: Чугуш) på 3.238 m.

### Floder
Den 870 km lange flod Kuban er en af de større sejlbare floder i Kaukasus-regionen. Floden er en del af den nordlige grænse mellem Republikken Adygeja og Krasnodar kraj.

### Bjerge
Republikkens store bjerge og toppe varierer i højden fra 2.000-3.238 m, og omfatter bl.a.:
- Tjugusj - 3.238 m
- Fisjt 2.868 m

### Naturressourcer
Republikken er rig på olie og naturgas. Andre naturlige ressourcer omfatter guld, sølv, wolfram og jern.